# 1057 (szám)
Az 1057 (római számmal: MLVII) az 1056 és 1058 között található természetes szám.

## A szám a matematikában
A tízes számrendszerbeli 1057-es a kettes számrendszerben 10000100001, a nyolcas számrendszerben 2041, a tizenhatos számrendszerben 421 alakban írható fel.
Az 1057 páratlan szám, összetett szám, félprím. Kanonikus alakja 71 · 1511, normálalakban az 1,057 · 103 szorzattal írható fel. Négy osztója van a természetes számok halmazán, ezek növekvő sorrendben: 1, 7, 151 és 1057.
Az 1057 negyvenhat szám valódiosztó-összegeként áll elő, ezek közül legkisebb az 1922.

## Csillagászat
- 1057 Wanda kisbolygó